# Xylocopa io
Xylocopa io är en biart som beskrevs av Joseph Vachal 1898. Xylocopa io ingår i släktet snickarbin, och familjen långtungebin. Inga underarter finns listade i Catalogue of Life.